# Elecciones generales de Bermudas de 1972
Elecciones generales tuvieron lugar en Bermudas en junio de 1972. El Partido Unido de Bermudas gobernante regresó,ganando otra vez 30 de los 40 escaños en la Asamblea.

## Resultados
| Partido | Votos  | %    | Escaños | +/– |
| --- | ------ | ---- | ------- | --- |
| Partido Unido de Bermudas | 21 036 | 61,8 | 30      | 0   |
| Partido Laborista Progresista | 13 018 | 38,2 | 10      | 0   |
| Votos blancos/nulos |        | -    | -       | –   |
| Total | 34 054 | 100  | 40      | 0   |
| Participación electoral | 22981  |      | –       | –   |
| Fuente: Pasaporte de Elección (enlace roto disponible en Internet Archive; véase el historial, la primera versión y la última). Registro Parlamentario (enlace roto disponible en Internet Archive; véase el historial, la primera versión y la última). |        |      |         |     |